# Zbýšov (Brno-vidéki járás)
Zbýšov település Csehországban, a Brno-vidéki járásban. Zbýšov Babice u Rosic, Zakřany, Kratochvilka, Oslavany és Neslovice településekkel határos. Lakosainak száma 3680 fő (2024. január 1.).

## Népesség
A település lakosságának változását az alábbi diagram mutatja:
| Lakosok száma | 1051 | 1624 | 1894 | 2215 | 4484 | 3940 | 3802 | 3784 | 3684 | 3680 |
|               | 1869 | 1890 | 1921 | 1950 | 1980 | 2001 | 2017 | 2019 | 2022 | 2024 |